# Tacita Dean

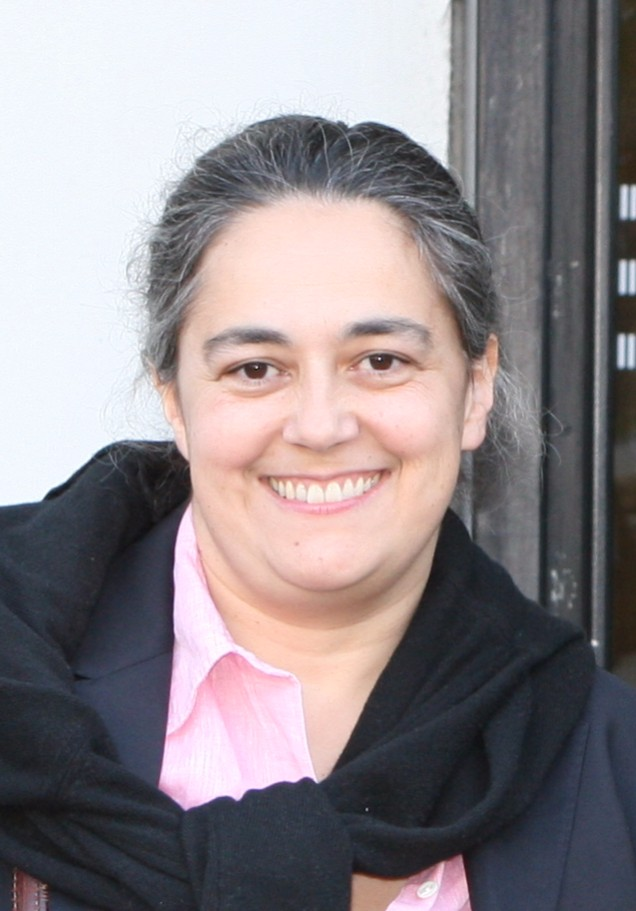
Tacita Dean (2011)

Tacita Dean, CBE (* 12. November 1965 in Canterbury) ist eine englische Künstlerin. Sie arbeitet mit den Mitteln Film, Fotografie, Malerei, Zeichnung, Klanginstallation und visueller Erzählung. Tacita Dean ist Mitglied der Akademie der Künste in Berlin.

## Leben und Beruflicher Werdegang
Nach dem Abschluss an der Falmouth School of Art, an der sie von 1985 bis 1988 studierte, folgte von 1989 bis 1990 ein einjähriges Stipendium an der Hochschule der Bildenden Künste Athen und 1992 der Abschluss ihres Studiums an der Slade School of Fine Art in London. 2000 trat sie ein Stipendium in Berlin an.
Dean sagte über ihre Arbeit und den Versuch, den flüchtigen Moment in Bildern festzuhalten: „Alle Dinge, von denen ich angezogen bin, befinden sich in einem Stadium des Verschwindens.“
Dean lebt und arbeitet in Berlin.

## Werk
Fernweh von Tacita Dean (2009) aus dem Bestand der Staatsgalerie Stuttgart

Link zum Bild

Seit 1992 wird ihr Werk in internationalen Einzel- und Gruppenausstellungen gezeigt. 1998 wird sie mit Disapearance at Sea für den Turner Prize nominiert. Der Film zeigt Beobachtungen aus der Perspektive eines Leuchtturms, der zu Beginn des Abends seine Arbeit aufnimmt, die sich mit Bildern des Meereshorizonts im Abendlicht abwechseln. Green Ray on Madagascar (2003) zeigt den sogenannten Grünen Strahl eines Sonnenuntergangs, ein Naturphänomen, das sich im letzten Moment ereignet, bevor die Sonne hinter dem Horizont verschwindet.
Eine medienübergreifende Auseinandersetzung mit der Beziehung von Geschichte und Gegenwart ist charakteristisch für das Werk von Tacita Dean, dessen Gegenstand oftmals Personen und Gebäude sind. International bekannt wurde Dean vor allem durch ihre eigenwilligen 16-Millimeter-Filme. Die Arbeiten strahlen durch ihre ruhigen Kameraeinstellungen eine fast meditative Atmosphäre aus. Themen sind die Zeit und das Vergehen. Dean verknüpft oft unterschiedliche künstlerische Medien miteinander. Ihre Papierarbeiten zeigen häufig das Motiv des Storyboards, als wären sie visuelle Vorlagen für einen Film. Ihre Kreidezeichnungen auf Trägern wie schwarzen Tafeln oder Magnetbändern entstanden oft in mehreren Phasen, durch Löschungen und Überzeichnungen.
In ihrer Serie The Russian Ending (2011) auf einer Serie von 20 manuell bearbeiten Fotogravüren spielt sie mit dem Thema des Stummfilms und unterschiedlichen Exportfassungen. Im Gegensatz zu den Filmen für den amerikanischen Markt enden diese tragisch.
Für die Saison 2004/2005 in der Wiener Staatsoper gestaltete sie im Rahmen der von museum in progress konzipierten Ausstellungsreihe Eiserner Vorhang das riesige Großbild (176 m²) Play as Cast.
Seit 26. April 2016 ist ihre Installation „Die Regimentstochter“ im Jakob-Kaiser-Haus des Bundestags zu sehen. Es handelt sich um 36 Opern-Programmhefte aus den Jahren 1934 bis 1942 als Leihgabe des Hauses der Geschichte der Bundesrepublik Deutschland. In Planung befindet sich eine Beteiligung an der Biennale in Taipeh ab September 2016.

## Filmographie
- 1992: The Story of Beard
- 1994: The Martyrdom of St Agatha (in several parts)
- 1994: Girl Stowaway
- 1995: How to Put a Boat in a Bottle
- 1995: A Bag of Air[5]
- 1996: Disappearance at Sea
- 1996: Delft Hydraulics
- 1996: Foley Artist
- 1997: Disappearance at Sea II
- 1997: The Structure of Ice
- 1998: Gellért
- 1999: Bubble House
- 1999: Sound Mirrors
- 1999: From Columbus, Ohio, to the Partially Buried Woodshed
- 1999: Banewl
- 2000: Teignmouth Electron
- 2000: Totality
- 2001: Fernsehturm
- 2006: Kodak
- 2008: Installation mit sechs Filmen Merce Cunningham performs STILLNESS (in three movements) to John Cage's composition 4'33 with Trevor Carlson, New York City, 28. April 2007 (six performances; six films)
- 2009: Craneway Event (zugleich der letzte Film, der jemals mit und über Merce Cunningham gedreht wurde)
- 2011: Film, Installation. Tate Modern, London
- 2018: Antigone, Royal Academy, London, Kunsthaus Bregenz

## Preise
- 2009: Kurt-Schwitters-Preis für Bildende Kunst der Niedersächsischen Sparkassenstiftung[1]
- 2006: Hugo Boss Preis[1]
- 2005: The Sixth Benesse Prize, Benesse Art Site Naoshima, The 51st International Art Exhibition of the Venice Biennale
- 2004: Fondazione Sandretto Re Rebaudengo, Turin, Italien
- 2002: Nominierung für den Preis der Nationalgalerie für junge Kunst, Hamburger Bahnhof, Berlin, Deutschland
- 2002: Kunstpreis Aachen
- 2000–01: DAAD Scholarship, Deutscher Akademischer Austauschdienst, Berlin, Deutschland
- 1999: Artist in Residence, Wexner Center for the Arts, Columbus, Ohio
- 1998: The Turner Prize (nomination), Tate Gallery, London, England
- 1997: Scriptwriter's Lab, Sundance Institute, Sundance, Utah
- 1994: Barclay's Young Artist Award, London, England